# Novorževskij rajon
Il Novorževskij rajon (in russo Новоржевский район?) è un rajon dell'Oblast' di Pskov, nella Russia europea. Istituito nel 1927, il cui capoluogo è Novoržev.